# صدا (هفته‌نامه)
صدا یک هفته‌نامهٔ خبری تحلیلی، سیاسی، فرهنگی، اقتصادی و اجتماعی است. مدیرمسئول آن علی راعی اهل اصفهان است. اولین سردبیر آن محمد قوچانی و بعد اکبر منتجبی سردبیری این نشریه را برای مدتی عهده‌دار بود. بعد از جدایی او، محمدجواد روح عضو سیاسی حزب اتحاد ملت ایران اسلامی سردبیری این نشریه را برعهده گرفت.
این هفته نامه در ابتدا توسط حزب کارگزاران سازندگی ایران حمایت می‌شد. تا زمانی که این حزب آن را منتشر می‌کرد، هفته‌نامه صدا، رویه‌ای میانه‌رو داشت و از حسن روحانی رئیس جمهوری ایران حمایت می‌کرد. اما در سال ۱۳۹۷ کارگزاران سازندگی از انتشار آن سرباز زد و محمدجواد روح که از اعضای حزب اتحاد ملت ایران اسلامی است، آن را منتشر کرد.
روزنامه جوان ارگان غیررسمی سپاه پاسداران ایران دربارهٔ این جابه‌جایی نوشت: «هفته‌نامه صدا به حزب اتحاد ملت رسید و قرار شده که ارگان رسمی این حزب شود. هفته‌نامه صدا را پیش از این غلامحسین کرباسچی منتشر می‌کرد که پس از انتشار روزنامه سازندگی، او دیگر رغبتی برای انتشار هفته‌نامه صدا نداشت. استدلال او ضرر و کاهش چشم‌گیر فروش این هفته‌نامه بود و حالا بعد از تعطیلی دوماهه، اکنون محسن میردامادی عضو شورای مرکزی حزب اتحاد ملت پذیرفته‌است که برخی از هزینه‌های هفته‌نامه را تقبل کند. سردبیری هفته‌نامه صدا بر عهده محمد جواد روح خواهد بود که عضو حزب اتحاد است.»
این هفته‌نامه به دنبال توقیف هفته‌نامهٔ آسمان انتشار یافت. این هفته‌نامه را گروهی از روزنامه‌نگاران اصلاح‌طلب تحت عنوان هفته‌نامهٔ اعتدالیون منتشر می‌کنند که شامل یادداشت‌ها، گفتگوها و گزارش‌های متعددی در زمینه‌های سیاست، جهان، اقتصاد، جامعه و فرهنگ است.
هفته‌نامهٔ صدا در دورهٔ انتشارش چند سردبیر متفاوت داشت. تا اواسط آذر ۱۳۹۳ این مجلهٔ خبری تحلیلی به سردبیری محمد قوچانی منتشر می‌شد و از ۲۴ آذر ۱۳۹۳ سردبیری آن به سعید لیلاز واگذار شد. از نیمهٔ فروردین ۱۳۹۴ سردبیری این هفته‌نامه بار دیگر به محمد قوچانی واگذار شد. آخرین سردبیر این هفته‌نامه اکبر منتجبی بود که از تیر ۱۳۹۶ مسئولیت آن را به عهده گرفت. از ابتدای سال ۱۳۹۷ نیز محمدجواد روح سردبیری آن را برعهده گرفته‌است.

## تحریریهٔ صدا
صاحب‌امتیاز و مدیرمسئول این مجله فائزه شریف جوزدانی و قائم‌مقام مدیرمسئول علی راعی است.
اکبر منتجبی، بهراد مهرجو، هادی خسروشاهین، کریم نیکونظر، سما بابایی، علیرضا غلامی، محسن آزرم، رضا زندی، مریم باقی، مهدی یزدانی خرم، رضا معطریان، سعید جعفری، مهدی قدیمی، حامد زارع، فرزانه آیینی، ولی خلیلی، مینا یوسفی، مهدی میرمحمدی، گلاویژ نادری، علی مقامی، زینب صفری، عمادالدین باقی، مجتبی حسینی، محمدحسین باقی و بزرگمهر حسین‌پور از جمله دبیران بخش‌های مختلف این هفته‌نامه بوده‌اند.

## جنجال‌ها
مهدی قوچانی مدیر مسئول این نشریه در مهر ماه ۱۳۹۵ پس از انتشار مطلب طنزی که شائبه توهین داشت عذرخواهی کرد و گفت برای اثبات حسن نیت خود به صورت داوطلبانه انتشار نشریه را مدتی متوقف می‌کند.
مدیرمسئول و نویسندهٔ هفته‌نامهٔ صدا به اتهام توهین به مقامات بالای کشور، به اتفاق آرا در ۲۹ مرداد ۱۳۹۶ مجرم شناخته شد و هیئت منصفهٔ دادگاه مطبوعات، متهمان را مستحق تخفیف ندانست.
این نشریه در ۲۰ اردیبهشت ۱۳۹۸ در حین تنش‌ها بین ایران و غرب بر سر برجام با انتشار تصویری بزرگ از ناوگان دریایی و نیروی هوایی آمریکا از زاویه رو به رو و تیتر «دوراهی جنگ و صلح» بر روی جلد خود و یادداشت‌هایی در حمایت از مذاکره با دونالد ترامپ از جمله یادداشتی از جو بایدن سیاست‌مدار آمریکایی، باعث جنجال‌های زیادی شد. منتقدین گفتند این نشریه عملاً جنگ روانی آمریکا با تهدید ایران به جنگ یا پذیرش مذاکره و شروط ترامپ را با این تصویر و مطالب پیش می‌برد. این اقدام باعث توقیف این نشریه شد.